# Rhynchobatus luebberti
 Rhynchobatus luebberti és un peix de la família dels rinobàtids i de l'ordre dels rajiformes.

## Morfologia
Pot arribar als 300 cm de llargària total.

## Reproducció
És ovovivípar.

## Distribució geogràfica
Es troba a les costes de l'Atlàntic oriental: des del Senegal fins al Congo.